# Ahmet Ayık
Ahmet Ayık (Sivas, Turquía, 31 de marzo de 1938) es un deportista turco retirado especialista en lucha libre olímpica donde llegó a ser campeón olímpico en México 1968.

## Carrera deportiva
En los Juegos Olímpicos de 1964 celebrados en Tokio ganó la medalla de plata en lucha libre olímpica estilo peso ligero-pesado, tras el luchador soviético Aleksandr Medved (oro) y por delante del búlgaro Said Mustafov (bronce). Cuatro años después, en las Olimpiadas de México 1968 ganó el oro en la misma modalidad.